# Montezumia simulatrix
Montezumia simulatrix är en stekelart som beskrevs av Willink 1982. Montezumia simulatrix ingår i släktet Montezumia och familjen Eumenidae. Inga underarter finns listade i Catalogue of Life.